# Chambost-Longessaigne
Chambost-Longessaigne är en kommun i departementet Rhône i regionen Auvergne-Rhône-Alpes i östra Frankrike. Kommunen ligger i kantonen Saint-Laurent-de-Chamousset som tillhör arrondissementet Lyon. År 2022 hade Chambost-Longessaigne 923 invånare.

## Befolkningsutveckling
Antalet invånare i kommunen Chambost-Longessaigne
| Referens: INSEE |